# Fronaltar

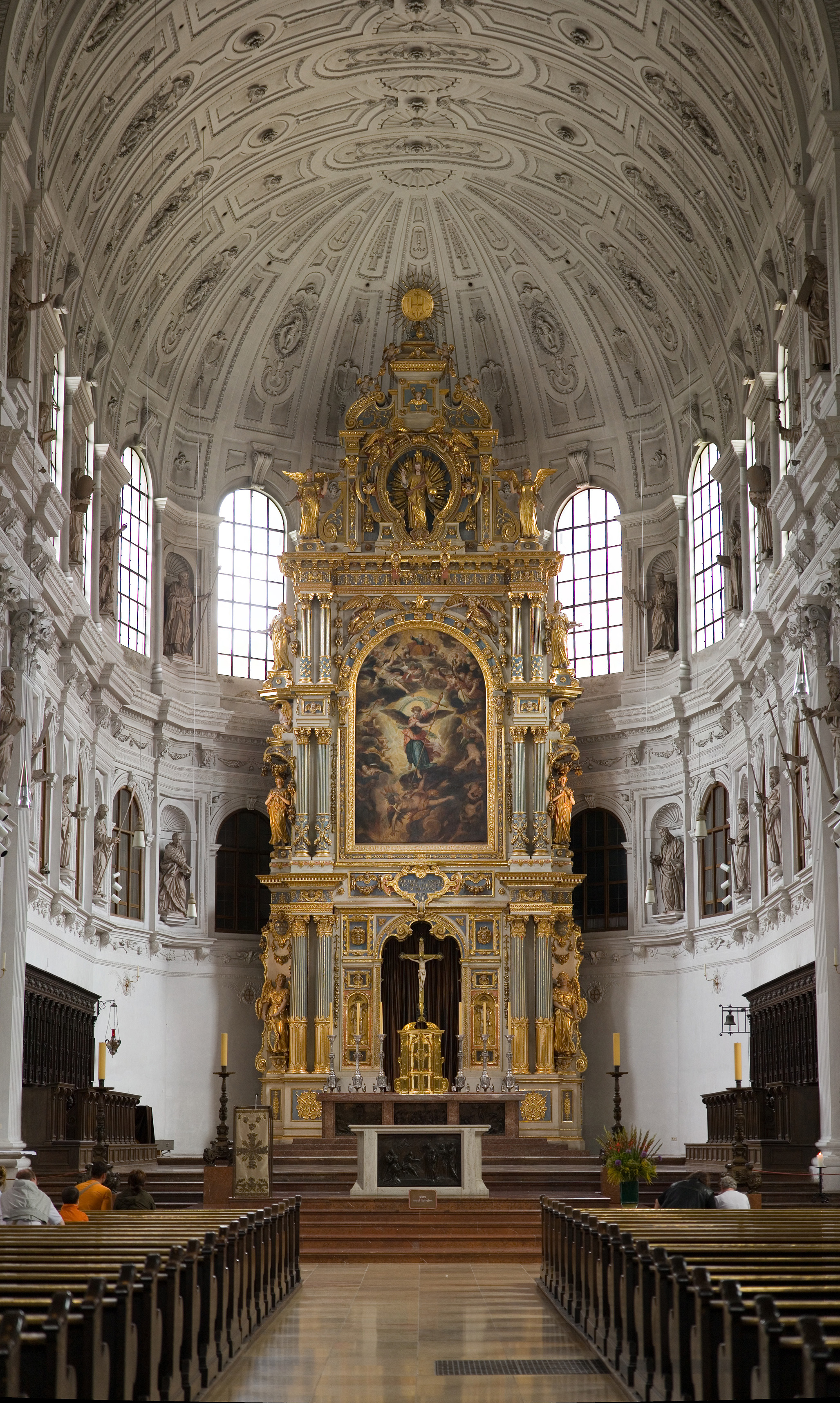
Fronaltar der Kirche St. Michael in München

Fronaltar ist eine selten verwendete Bezeichnung für den Hochaltar einer katholischen Kirche. Das mittelhochdeutsche vrōnaltar leitet sich ab von althochdeutsch frō = „Herr“, wozu frōno = „(Besitz) der Götter, göttlich“ gehört. Eine analoge Wortbildung ist Fronleichnam. Der im 17. Jahrhundert beseitigte mittelalterliche Hochaltar des Straßburger Münsters wird in der Literatur regelmäßig als Fronaltar bezeichnet.